# 敦煌 (小説)
『敦煌』（とんこう）は、井上靖の歴史小説。『群像』1959年1月号から5月号まで5回にわたって連載され、講談社で初版(1959年11月10日）、現行版は新潮文庫で重版。
後世に莫高窟から発見された敦煌文献の由来を主題とする。井上の一連の「西域小説」の代表作とされ、1960年に、本作と『楼蘭』によって毎日芸術賞を受賞した。

## あらすじ
北宋の時代、主人公趙行徳は、科挙の最終試験殿試を受けるため、首都開封にやってきた。しかし、行徳は試験の待ち時間に居眠りをし、受験に失敗する。
失望感のあまり寄る辺なく開封の町をさまようと、一人の女が「肉」として売られていた。不貞を働いた女だという。女が屠殺されるのを見かねた行徳は、女を殺さず「買い取る」ことにした。行徳のおかげで命びろいした女は一枚の布切れを渡す。そこには見たこともない文字が書かれていた。西夏の文字だという。行徳は西夏文字を学びたいと思い、西域へと旅発つのであった…。

## 映画
初版刊行時より、映画化の話があったが、ロケの問題もあり困難であった。長期の現地ロケを経て、1988年に佐藤純弥監督・大映製作・東宝配給で映画化された。